# 2021年古巴抗議
2021年古巴抗议是古巴部分民眾针对古巴政府和古巴共产党而發起的的一系列抗议活動。此次抗議始于2021年7月11日的聖安東尼奧德洛斯巴尼奧斯，在之后古巴抗议渐渐延蔓至全古巴。截止2021年8月12日，已有一人在该场抗议行动中丧生。
抗議者要求結束古巴共產黨獨裁統治和加快接種2019冠狀病毒病疫苗。古巴共产党第一书记兼国家主席米格尔·迪亚斯-卡内尔指責示威是受到美國煽動。古巴抗議十分罕見，2021年是自1994马莱科纳索起义以来古巴规模最大的反政府抗议活动。

## 背景
此次抗議是由2019年冠狀病毒病古巴疫情以及美國对古巴的制裁、經濟崩潰及古巴民眾不滿政府的防疫政策、限制公民自由而引起。
古巴经济在2020年达到了最低端，部分原因主要是因古巴在经济上的效率逐渐低下，繁文縟禮即過分嚴格死板的規章制度。再加上美国对古巴的制裁而导致经济的完全崩溃。此外，古巴疫情也加剧了经济崩溃的情况，后而引發的食品和药品短缺，同时为这次的抗议埋下了导火线。

## 抗議活動
抗議活動於當地時間7月11日（星期日）中午左右在哈瓦那郊區的聖安東尼奧德洛斯巴尼奧斯開始。人們高呼要求自由、更好的醫療保健和疫苗接種。社會主義政府的口號「祖國或死亡」（Patria o muerte）被改為「祖國與生命」（Patria y vida）。《祖國與生命》也是古巴音樂家Yotuel、Descemer Bueno、Gente de Zona等人的歌曲，於當年2月間發行，在古巴極具知名度。
這些抗議活動的消息通過主要社交媒體的直播迅速傳到古巴各地，類似的集會在其他許多城市自發形成。在哈瓦那的馬雷貢（濱海大道）是為了紀念1994年發生在那裡的騷亂，在聖地牙哥-德古巴附近的帕爾馬索里亞諾，以及聖地牙哥-德古巴本身的騷亂，吸引了更多的關注。
官方最初似乎對抗議活動的規模感到驚訝。米圭爾·狄亞士-卡奈第一書記訪問了抗議活動的發源地，以了解情況。在1994年的騷亂裡，時任第一書記斐代爾·卡斯楚仍能以其個人魅力使群眾平靜下來。在一次新聞發布會上，狄亞士-卡奈呼籲親社會主義力量奪回街道，他表示：「古巴的街道是屬於革命者的」。反對派談到了內戰宣言。然而後來，特別警察部隊和所謂的快速反應旅，即古巴內政部下屬的準軍事部隊，被召集起來鎮壓抗議運動。互聯網在很大程度上被關閉，社交媒體訪問也遭到封鎖。根據獨立報告，大約有5,000人被捕，其中Youtuber迪娜·史塔斯被捕時正在接受西班牙電視台的現場採訪。據人權組織稱，他們被剝奪與律師接觸的權利。官方已確認有一人死亡。在所謂的MLC商店裡也發生了搶劫事件，在那裡你只能用外幣購買。
在接下來的幾天，只出現了小規模的抗議遊行，但很快就被平息了。
7月17日，古巴全国各地再度爆发反政府抗议活动。當天，古巴組織親政府人士示威，他们谴责美国對古巴實施的贸易禁运。

## 各方反應
- 古巴：古共中央第一书记兼国家主席迪亚斯-卡内尔将示威活动称为美國趁古巴國內粮、电、疫情緊張之际，用「卑劣行径」操纵民情的产物；表示自己理解“过去几个月古巴人的生活有多么艰难”並恳请民众“保持耐心”，稱：「我们必须让人民明白，你可以不满，这是合理的，但在受到操纵的时候我们也必须看清楚，他们想改变制度，想把一个怎样的政府强加给古巴？」及「他们想跟革命作对，我们死也不会答应，为此我们不惜付出一切代价，我们将在街头战斗」。[17]
- 中华人民共和国：外交部发言人赵立坚在例行记者会上援引联合国大会29次「以压倒性多数通过必须终止美国对古巴的经济、商业和金融封锁决议」稱「美国封锁是造成古巴药品短缺、能源紧张等问题的根源」，並呼籲美方「全面取消对古巴封锁，为古巴人民克服疫情影响发挥积极作用」。[18]此外中華人民共和國還反對美國就此次抗議對古巴發動的制裁[19]。
- 朝鮮民主主義人民共和國：朝鮮民主主義人民共和國外務省表示古巴发生的反政府抗议活动“是外部势力暗中操纵，加之其持续反古巴封锁图谋抹杀社会主义和革命的结果”，并表示对古巴政府的支持。[20]
- 尼加拉瓜：尼加拉瓜总统丹尼尔·奥尔特加向古巴政府表达了支持，并谴责了外部势力对古巴的“永久封锁、破坏稳定和侵略行为”。[21][22]
- 美国：總統拜登一反奧巴馬時期的立场轉而將古巴政府称为“专制政权”，稱「支持古巴人民对自由的呼唤」以反對「古巴专制政权带来的数十年的压迫和经济苦难」。[17]此外拜登政府宣布對古巴国防部长米埃拉（Álvaro López Miera）和国家特种部队（SNB）實施制裁[19]。
- 墨西哥：總統洛佩斯呼籲國際社會不要介入古巴內政，並稱「如果想幫忙，就停止封鎖」。[23]
- 巴西：雅伊爾·博索納羅总统评论称“对古巴来说是这悲伤的一天，因为人们要求自由，却遭到枪击、袭击和监禁”。[24]
- 玻利维亚：總統盧喬·阿爾塞表示支持那些與破壞穩定行爲作鬥爭的古巴人民（卽親政府抗議者）。[25]前總統埃沃·莫拉萊斯指控美國執行新一輪的兀鷹行動。[26]
- 越南：越南友好组织联合会和越古友好协会向古巴政府表示支持：“我们坚决反对煽动骚乱、报道虚假新闻、教唆、歪曲事实，企图破坏古巴政治稳定的图谋和行动。”并且批评美国对古巴的敌对政策，呼吁美国“立即解除对古巴的经济、商业和金融封锁，早日与古巴实现关系正常化，尊重古巴人民的权利及其所选择的发展道路和社会主义制度”。[27]
- 俄羅斯：俄罗斯外交部发言人瑪麗亞·扎哈羅娃15日表示，“逻辑很简单，它已经被华盛顿在不同情况下反复测试，但都反映在同一情况中——对不受欢迎的政权煽动‘颜色革命’。首先，对这些政权实施制裁，从外部制造或引入人为的、恶化社会经济形势的问题。在此基础上挑起紧张局势，点燃反政府情绪，而当‘临界质量’不断积累起来的时候，所有的责任都被推到了本国政府身上，从而使局势变得岌岌可危。目前他们正试图将相同的做法应用于古巴。”[28]